# Acton Town (metrostation)
Acton town is een station van de metro van Londen aan de District Line en de Piccadilly Line. Het station werd geopend in 1879 en is een overstapstation voor de Piccadilly Line tussen de luchthaven Heathrow en het centrum van Londen en de District Line tussen Ealing Broadway en het centrum en het oosten van de stad.

## Geschiedenis

### District Line
Het station werd geopend als Mill Hill Park op 1 juli 1879 als onderdeel van de zijtak van de District Railway van Turnham Greenen Ealing Broadway. Het originele bakstenen station werd in februari 1910 vervangen door een nieuw gebouw en op 1 maart 1910 kreeg het station de naam Acton Town. Op 1 mei 1883 werd er vanaf Acton Town een zijlijn naar Hounslow geopend, die in 1977 werd verlengd tot Luchthaven Londen Heathrow. Het oorspronkelijke station aldaar werd in 1931 vervangen.
Op 23 juni 1903 begon de DR ten noorden van Acton Town met haar eerste elektrische diensten naar een nieuw station in Park Royal & Twyford Abbey, hiertoe werd ook het bestaande baanvak tussen Acton Town en Ealing Common geëlektrificeerd. De diep gelegen lijnen, City and South London Railway, Waterloo & City Railway en de Central London Railway waren van meet af aan elektrisch aangedreven. Diensten op de Hounslow tak en naar het centrum van Londen ruilden op respectievelijk 13 juni 1905 en 1 juli 1905 de stoomtractie in voor elektrische metrostellen.
Op 13 juni 1905 werd tevens een enkelsporige verbinding met South Acton geopend, met een eigen vijfde spoor met perron in Acton Town. Aanvankelijk liep deze dienst door naar Hounslow West en Uxbridge, maar op 15 februari 1932 werd dit teruggebracht tot een pendeldienst tussen Acton Town en South Acton. De South Acton-tak werd op 28 februari 1959 gesloten wegens een te kleine reizigersstroom, het perron bij Acton Town is niet verwijderd en is nog steeds zichtbaar. Ook op andere plekken zijn nog restanten te vinden van het traject Acton Town – South Acton waaronder een bruggenhoofd bij Bollo Lane. Het perrongebouw langs spoor 5 en de aangrenzende gebouwen herbergen het “Autocar center” een APK-station en een garage voor auto's. Op dinsdag 1 februari 2022 was er een grote brand bij het Autocar Center die aanleiding was tot de ontruiming van het station en "ernstige vertragingen" op de District Line en Piccadilly Line veroorzaakte. 10 brandweerauto's en 70 brandweerlieden kwamen ter plaatse nadat ze om 17:10 uur waren opgeroepen en bleven tot laat in de nacht om het vuur in bedwang te krijgen. De oorzaak van de brand is nog niet bekend, maar wordt onderzocht door de Londense brandweer. Sinds de brand hebben getuigen in het gebied gemeld dat het dak verbrand en gedeeltelijk ingestort is, hoewel de schade aan het ongebruikte spoor 5 zelf onbekend is.

### Piccadilly Line
In 1925, twee jaar na de grote reorganisatie van de Britse spoorwegen, gaf de LNER haar verzet tegen de verlenging van de Piccadilly Line aan de oostkant op waarmee de weg vrij kwam voor verlengingen van de lijn aan beide uiteinden. Om de reistijden aanvaardbaar te houden op de verlengde lijn werd een aantal stations in de binnenstad gesloten en werden tussen Hammersmith en Acton Town eigen sporen voor de Piccadilly Line gelegd die als sneldienst naast de District Line kwamen. Over deze nieuwe sporen kon de Piccadilly Line ten westen van Hammersmith zonder stoppen doorrijden tot Acton Town.  De Hounslow-tak zou afwisselend door de District Line en de Piccadilly Line worden bereden terwijl de  District diensten naar Uxbridge door de Piccadilly Line zouden worden overgenomen. Om deze gewijzigde dienstuitvoering te kunnen realiseren werd het station in 1931 en 1932 omgebouwd.
Sinds 4 juli 1932 doet de Piccadilly Line Acton Town aan, tussen Ealing Common en South Harrow werd de District Line vervangen door de Piccadilly Line en reed de District Line ten westen van Acton Town alleen nog naar Hounslow West of naar Ealing Broadway. Op 9 januari 1933 begonnen metro's van de Piccadilly Line diensten op Hounslowtak tot Northfields te rijden, vanaf 13 maart 1933 werd doorgereden tot Hounslow West, maar Piccadilly Line stopt pas sinds 1935 in South Ealing. De gezamenlijke dienst van de District Line en Piccadilly Line op de Hounslow-tak werd voortgezet tot de nacht van 9 op 10 oktober 1964 ingetrokken, waarna de metrodiensten daar alleen nog door de Piccadilly Line werden verzorgd.

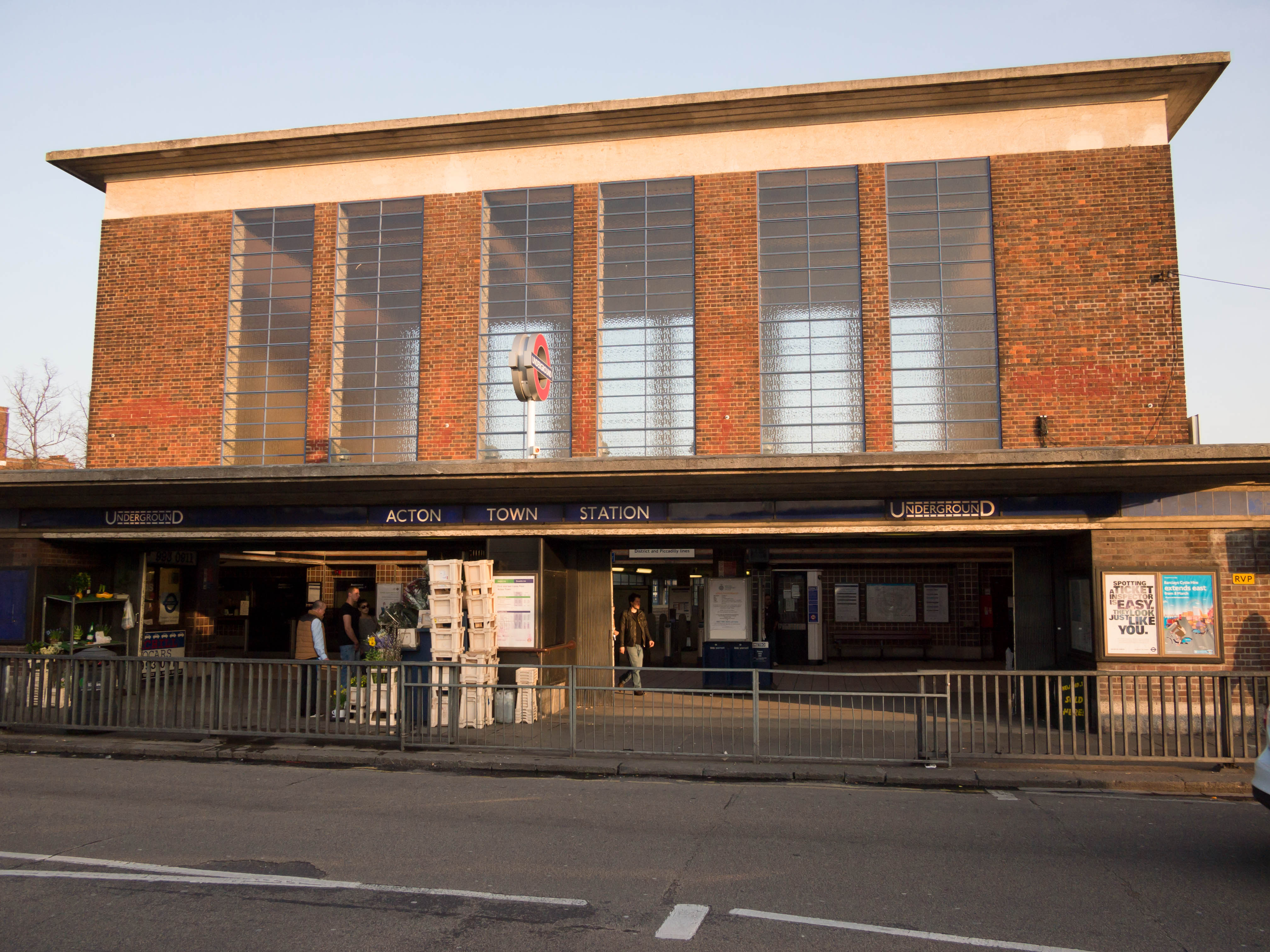
De voorgevel aan Gunnersbury Lane.
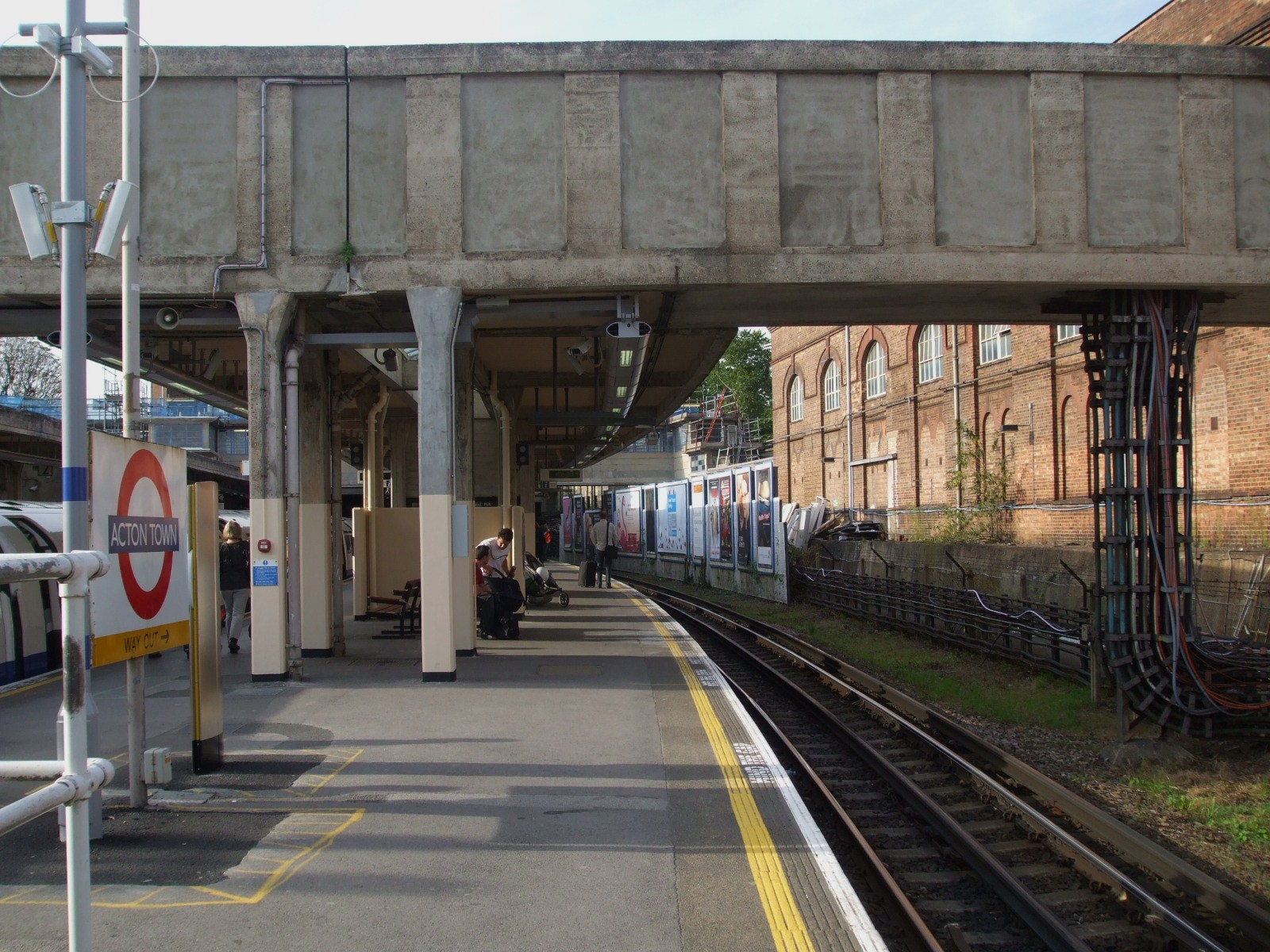
De kabelbrug en rechts achter de ruimte voor het pendelspoor langs het perrongebouw van het voormalige spoor 5.
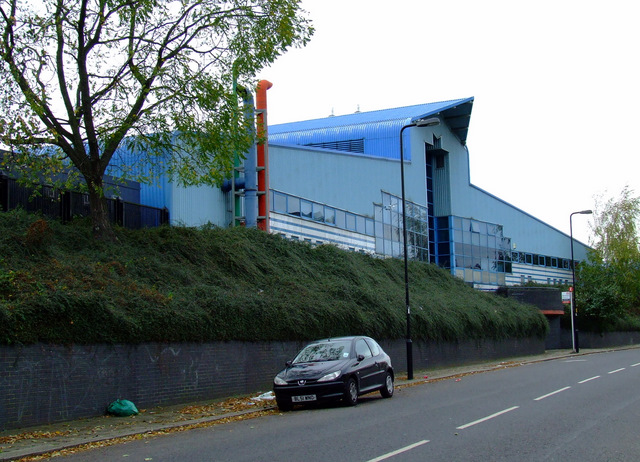
Frank Pick House

## Ligging en inrichting
Het stationsgebouw staat op de hoek van Gunnersbury Lane (A4000) en Bollo Lane boven de sporen en perrons op maaiveld niveau. Het stationsgebouw uit 1879 was opgetrokken uit baksteen en werd, toen de District Railway verlengd werd tot Uxbridge, verbouwd. In 1931-1932 werd het hele station verbouwd en kreeg het een nieuw stationsgebouw naar een ontwerp van Charles Holden die meerdere stations voor de verlenging van de Piccadilly Line ontwierp.
Charles Holden ontwierp de stations in een moderne Europese geometrische stijl met baksteen, gewapend beton en glas. Het station van Acton Town heeft een hoge blokachtige stationshal die uitsteekt boven een lage horizontale structuur op straatniveau waarin de stationskantoren en winkels zijn ondergebracht. Op de luifel van de begane grond staat een vlaggenmast met het logo van de London Underground. De bakstenen muren van de stationshal zijn onderbroken door raampartijen en het geheel is afgedekt met een plat betonnen dak. Aan de spoorzijde van de stationshal lopen twee overdekte bruggen boven de perrons naar een dwarsverbinding boven de perrons die met vaste trappen is verbonden met de perrons. Zowel deze bruggen als de perronkappen zijn uitgevoerd in gewapend beton. Instappers dalen met vaste trappen direct af naar de perrons, terwijl uitstappers gebruikmaken van de bruggen boven de perrons.
Sinds 17 mei 1994 staat het station op de monumentenlijst omdat het een belangrijk voorbeeld van een overstapstation van de hand van Holden is. Ten zuidwesten van het station bevinden zich de Acton Works, de vroegere hoofdwerkplaats van de Underground die sinds 1989 alleen nog dienst doet als ondersteunende werkplaats. De ondersteunende werkplaats lag voor 1989 ten noordoosten van het station op het terrein van Ealing Common Depot. Het gebouw aldaar doet sinds oktober 1999 dienst als  thuisbasis van de niet permanent tentoongestelde spoor- en wegvoertuigen van het London Transport Museum (ook bekend als London Transport Museum Depot of Museum Depot). Het museumdepot is gedurende het jaar een aantal weekenden open voor publiek. Ten zuidoosten van het station ligt het Frank Pick House, de thuisbasis van een van de technische afdelingen van de London Underground.  Het is genoemd naar Frank Pick, de directeur van London Passenger Transport Board, dat in 1933 alle metrolijnen in een organisatie verenigde. 

## Reizigersdienst
Tussen Acton Town en Hammersmith doet de District Line alle stations aan maar de Piccadilly Line rijdt, op een enkele ochtend en avonddienst die stoppen in Turham Green, na zonder stoppen naar Hammersmith. De afstand tussen Acton Town en Hammersmith bedraagt bijna vijf kilometer en is daarmee de grootste afstand tussen twee stations aan de Piccadilly Line. Ten westen van Acton Town rijden de metro's van de District Line via Ealing Common naar Ealing Broadway en die op de Piccadilly Line afwisselend via South Ealing naar Heathrow of via Ealing Common naar Uxbridge.

### District Line
De normale dienst tijdens de daluren omvat:
- 6 metro's per uur oostwaarts richting naar Upminster ('s zondags tot Barking).
- 6 metro's per uur westwaarts naar Ealing Broadway.

Er is ook elke dag een ochtenddienst van Acton Town (Ealing Broadway op zaterdag) naar Edgware Road en alleen op zondag een late avonddienst van Edgware Road naar Ealing Broadway.

### Piccadilly-lijn
De frequenties variëren gedurende de dag tussen elke 2–7 minuten in westelijke richting naar Heathrow Terminal 2 & 3 en Terminal 5 of via de Heathrow Terminal 4-lus, en elke 2-5 minuten in oostelijke richting;
Tijdens de daluren:
- 3 metro's per uur naar Uxbridge.
- 3 metro's per uur naar Rayners Lane.

Tijdens de spitsuren:
- 6 metro's per uur naar Uxbridge.
- 6 metro's per uur naar Rayners Lane.

Sinds 16 december 2016 wordt Acton Town ook bediend door Night Tube-diensten tussen Cockfosters en Heathrow Terminal 5. 
Tijdens incidentele sluitingen van de District Line biedt de Piccadilly Line extra diensten naar bestemmingen aan de District Line, zoals Ealing Broadway. Dit wordt gedaan door een aantal metro's om te leiden naar Rayners Lane en Uxbridge, of als een pendeldienst vanuit Acton Town. Metrostellen van de Piccadilly Line kunnen ook rijden op de sporen van de District Line tussen Hammersmith en Acton Town om de District Line-stations te bedienen zonder perrons aan de Piccadilly Line, namelijk Ravenscourt Park, Stamford Brook, Turnham Green en Chiswick Park.

## Fotoarchief
- Het station rond 1908
- Het station in 1916
- De stationshal in 1924
- Het station van Holden in aanbouw in 1931
- De hoofdingang in 1934
- Spoor vijf met de pendelmetro naar South Acton in 1958